# بول فيرير
بول فيرير (بالفرنسية: Paul Ferrier)‏ هو كاتب وكاتب مسرحي فرنسي، ولد في 29 مارس 1843 في مونبلييه في فرنسا، وتوفي في 11 سبتمبر 1920 في Nouan-le-Fuzelier ‏ في فرنسا.

## وصلات خارجية
- بول فيرير على موقع IMDb (الإنجليزية)
- بول فيرير على موقع ميوزك برينز (الإنجليزية)
- بول فيرير على موقع ديسكوغز (الإنجليزية)